# Zuiderziekenhuis
Het Zuiderziekenhuis ook wel het Zuider genoemd, was een ziekenhuis in Rotterdam-Zuid. In 2000 fuseerde het Zuiderziekenhuis met het Sint Clara Ziekenhuis tot Maasstad Ziekenhuis. Het ziekenhuis was gevestigd aan de Groene Hilledijk en werd na de oplevering van de nieuwbouw van het Maasstad Ziekenhuis in maart 2011 gesloten. De panden werden in 2020 verbouwd.

## Geschiedenis
Vanaf het einde van de 19e eeuw maakte Rotterdam-Zuid een stormachtige groei door. In 1912 begint men in Rotterdam al met eerste verkenningen voor de bouw van een nieuw ziekenhuis op Zuid en 1918 komt architect Van Eijsselsteijn met de eerste plannen voor die tijd zeer modern gedachte in paviljoenstijl. Dit betekende de bouw van een groot ziekenhuis (1000 bedden) bestaande uit losstaande paviljoens voor de verschillende afdelingen. Om verschillende reden zou dit eerste plan het niet halen en de gemeente Rotterdam gaf daarom in 1929 aan gemeentearchitect Ad van der Steur de opdracht voor de bouw van een nieuw ziekenhuis aan de Groene Hilledijk. Hij realiseerde het complex, nu ontworpen als één groot centraal gebouw, met daartegenover een voorgebouw en aansluitend vier vleugels, in samenwerking met architect W.A.C. Herman de Groot. Op 1 augustus 1939 werd het Zuiderziekenhuis officieel geopend en had in eerste instantie bijna 300 bedden, een fractie van het originele plan van 1000 bedden.

### Tweede Wereldoorlog
Kort na de bezetting in 1940 bezocht een delegatie met Generalfeldmarschall Hermann Göring het Zuiderziekenhuis en kwam tot vermaak van het personeel vast te zitten in de lift. Later tijdens de Tweede Wereldoorlog werd het ziekenhuis in 1941 door bommen beschadigd, die een groot gat sloegen in het zuidwestelijke paviljoen. Er wordt soms aangenomen dat dit bombardement plaatsvond, omdat het ziekenhuis voor een deel in gebruik was bij de Duitse bezetter, maar dit wordt nergens bevestigd. In hetzelfde jaar werd de schade grotendeels weer hersteld. Het ziekenhuis had zeker aan het einde van de oorlog grote last van schaarste. In het ketelhuis werden uit gebrek aan kolen op een gegeven moment zelfs de ebonieten (kunststof) bakken van transformatoren gebruikt om de kachels te stoken. Een dramatisch en weinig bekend verhaal is dat Adjunct-Directrice Zuster Van Dijk zich tijdens de kerst van 1943 over de intercom zeer kritisch uitliet over de Duitse bezetter. Kort daarna werd zij gearresteerd en zou nooit meer terugkeren in het Ziekenhuis.

### De Ark
In 1955 breekt in Nederland een epidemie van poliomyelitis uit (beter bekend als kortweg 'polio'). Dit leidde tot de provisorische opstart van een polio-afdeling in het Zuiderziekenhuis waar verlamde kinderen beademd konden worden. Eind jaren 50 werd deze afdeling vervangen door een aparte woonbungalow voor verlamde kinderen, direct links van de hoofdingang van het Zuider onder de naam de Ark. De Ark bestond tot 2010.

### Brandwondencentrum
Naar aanleiding van branden bij Shell Pernis in 1968 en 1974 specialiseerde het Zuiderziekenhuis zich in de behandeling van brandwonden. Hiervoor werden units gebouwd aan de 'vuile kant' van de chirurgische intensive care met zogeheten 'laminar flows'. Dit zijn luchtinstallaties die zorgen dat steriele lucht van boven over de patiënten stroomt zonder dat vuile lucht uit de omgeving tot het bed kan komen. In 1986 werd een apart gebouw voor de behandeling van brandwonden geopend.

### Fusie
Op 1 januari 2000 zijn het Zuiderziekenhuis en het Sint Clara Ziekenhuis gefuseerd tot Medisch Centrum Rijnmond-Zuid (MCRZ), dat sinds 1 september 2008 Maasstad Ziekenhuis heet.
In juni 2006 werd gestart met de bouw van een nieuw MCRZ-ziekenhuis, het Maasstad Ziekenhuis, nabij het station Lombardijen. In 2011 volgde de verhuizing van het ziekenhuis naar de nieuwbouwlocatie.

## Na 2012: herbestemming
Begin 2008 heeft de projectontwikkelaar "De Groene Groep" het terrein van het "Zuider" gekocht. Plannen werden gemaakt om het terrein een nieuwe functie te geven waarbij alleen het hoofdgebouw en de zijvleugels van het ziekenhuis zouden blijven staan. Wat betreft de herinrichting werd gedacht aan wonen - er zou plaats zijn voor enige honderden woningen - en werken: kantoorgebouwen en winkels. De Groene Groep dacht het terrein tussen 2016 en 2018 op te leveren, maar stuurde uiteindelijk aan op sloop. Er ontstond direct onder aanvoering van de actiegroep Vreewijk in Actie een stevig burgerinitiatief om de sloop te voorkomen. Door het verzet van de wijkbewoners werden de monumentale panden op de valreep gered. Het Hoofd- of Centraalgebouw wordt nu herbestemd tot woningen door Maatschappij BOEi en het Voorgebouw en de paviljoens tot het Zuiderhof, waar woon- en werkfuncties worden gecombineerd. Op 11 juli 2017 werd bekend dat het voormalige Zuiderziekenhuis nu definitief geschikt zou worden gemaakt voor het Zuider Gymnasium, dat gehuisvest was aan de Mare/Grift. De school had op dat moment bijna 500 leerlingen en de verwachting was dat dit aantal zou groeien. In de nieuwe vestiging kwamen 21 lokalen en een gymzaal. De verwachting was ook dat dit gebouw tussen half 2019 en begin 2020 gereed zou zijn, met werkplekken voor ondernemers, eengezinswoningen en appartementen. In maart 2022 is het Zuider Gymnasium verhuisd naar het monumentale Poortgebouw van het voormalige Zuiderziekenhuis in Rotterdam.

## Voetnoten
1. ↑  Het Zuider in de Tweede Wereldoorlog
2. 1 2  Jos van Rosmalen (red.), Het Zuiderziekenhuis, de groote inrichting aan den Groene Hilledijk, 1999
3. ↑  Marcel Potters, 'Woningen en winkels bij ‘Zuider’', Algemeen Dagblad, 28 februari 2008
4. ↑  Zuiderziekenhuis Rotterdam: eerste gymnasium 'op Zuid', BOEi
5. ↑  Zuiderziekenhuis – Zuiderhof, top010.nl, 15 mei 2020
6. ↑  In 2020 studeren in Zuiderziekenhuis, RTV Rijnmond, 11 juli 2017
7. ↑  Het nieuwe gebouw voor het Zuider Gymnasium

Daniel den Hoedkliniek ·
Erasmus MC ·
Havenziekenhuis ·
IJsselland Ziekenhuis ·
Ikazia Ziekenhuis ·
Maasstad Ziekenhuis ·
Oogziekenhuis ·
Spijkenisse Medisch Centrum ·
Franciscus Gasthuis ·
Sophia Kinderziekenhuis ·
Franciscus Vlietland

Voormalige ziekenhuizen:
Bergwegziekenhuis ·
Bethesdaziekenhuis ·
Boezembarakken · 
Coolsingelziekenhuis ·
Eudokiaziekenhuis ·
Ruwaard van Putten Ziekenhuis ·
Sint Clara Ziekenhuis ·
Van Dam-Ziekenhuis ·
Zuiderziekenhuis